# Número de Identificação do Registro de Empresas

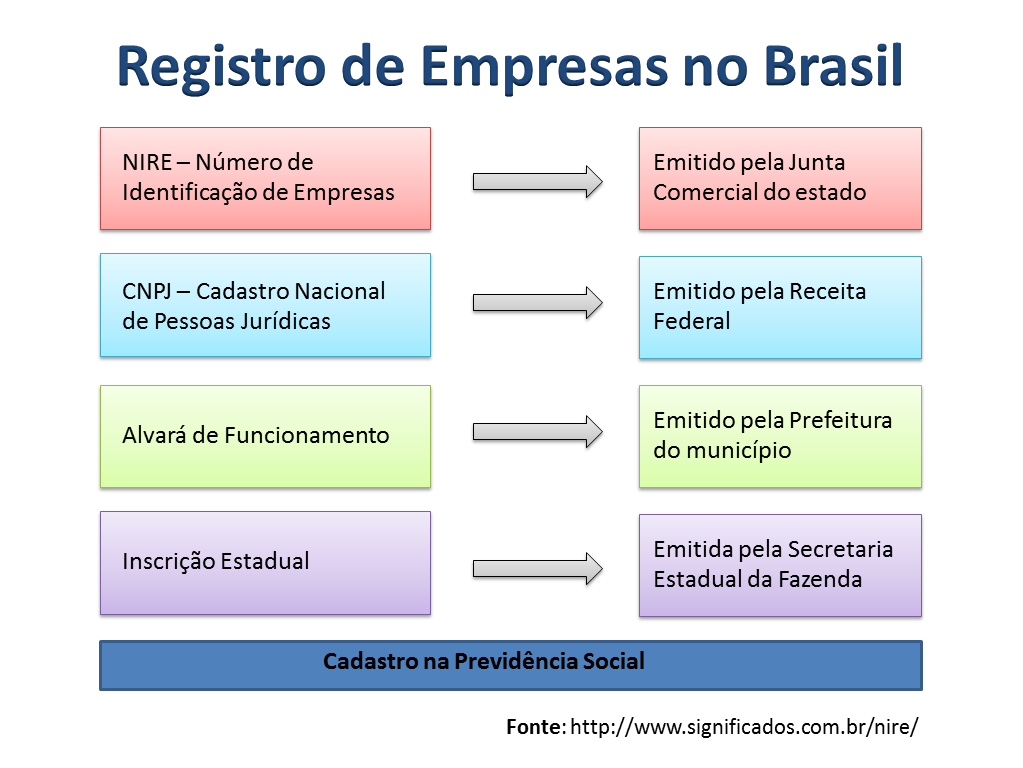

No contexto do registro de empresas no Brasil, o Número de Identificação do Registro de Empresas (NIRE), é emitido pelas Juntas Comerciais dos estados onde irá se localizar a sede da empresa que se está constituindo. O processo obedece, assim, aos trâmites que exigem que todas as pessoas jurídicas e pessoas físicas equiparadas para fins tributário (EI e MEI) no Brasil devem ter registro na prefeitura, no Estado, na Receita Federal e na Previdência Social. O NIRE é composto por onze dígitos, onde consta a UF (Unidade de Federação), o tipo de empresa e um dígito verificador (o 11º).

## Emissão nas Juntas Comerciais
Cada estado brasileiro possui sua própria Junta Comercial, cujo nome varia como JUCESP (São Paulo), JUCEMG (Minas Gerais), JUCERJA (Rio de Janeiro), JUCEPE (Pernambuco), e etc. Os preços, prazos e condições de abertura da empresa variam entre Estados.
O Estado de São Paulo é o único que a abertura de empresas poderá ser gratuita por meio do portal redesim, sendo o Estado menos burocrático para abertura de empresa, podendo levar até 5 minutos para o processamento de uma empresa.

## Forma de construção do NIRE
O NIRE é composto por 11 números. Cada um corresponde ao seguinte:
- 2 primeiros dígitos do código: referentes ao estado em que ela está operando;
- 3º dígito: revela o tipo legal, como Sociedade Limitada, Empresário Individual, entre outros;
- 7 dígitos seguintes: indicam o registro próprio na junta comercial;
- último dígito: número verificador para maior precisão.

Os 02 primeiros dígitos é o código dos Estados definidos pelo IBGE.
O terceiros dígito corresponde: (1 - Empresário Individual; 2 - Sociedade Empresária Ltda; 3 - Sociedade Anônima (S/A); 4 - Cooperativas; 5 - Outros empresas; 6 - EIRELI ou Unipessoal).

A máscara do NIRE corresponde ao seguinte: 99.9.9999999-9.